# Municipio de Cedar Rock
El municipio de Cedar Rock (en inglés: Cedar Rock  Township) es un municipio ubicado en el  condado de Franklin en el estado estadounidense de Carolina del Norte. En el año 2010 tenía una población de 2.371 habitantes.

## Geografía
El municipio de Cedar Rock  se encuentra ubicado en las coordenadas 36°5′35.22″N 78°8′22.08″O / 36.0931167, -78.1394667.